# 祝大椿

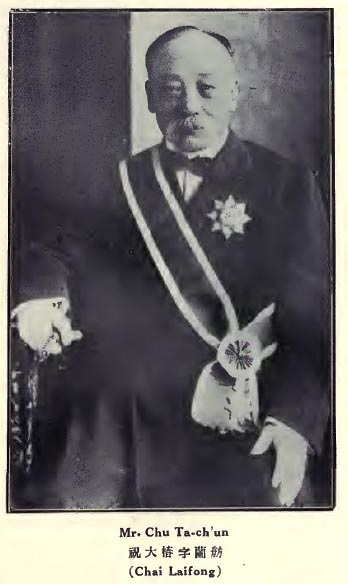

祝大椿（1856年—1926年8月7日），字兰舫，江苏无锡人，中国企业家。

## 生平
清咸丰六年（1856年）十一月十二日，祝大椿出生在江苏省无锡县南门外伯渎港。( 此处有误， 据祝大椿后人描述祝大椿的父亲是驻札苏州的清军将领，后在安徽抗击太平天国中阵亡。他孀居的母亲带着他回到无锡河埒口上将巷祝氏家族。后来因为祝大椿担任了英国怡和洋行总买办，祝氏家族开祠堂将他出籍。他家就迁居伯渎港117号，是祝大椿夫人娘家的产业。）
祝大椿幼年丧父，家贫失学，16岁时由寡母胡氏送入无锡南门曹兰房冶坊学徒，不久经姐夫龚少蓉介绍，到上海大成五金号当学徒。他在上海五金店满师时，看到了英国商船在远洋运输中遭遇风浪、到上海卸货后必需要修船甚至报废。看到这个商机，祝大椿于1885年在上海虹口头坝上开设源昌商号，承接外国商船的修船、油漆和拆船业务，以及轮船的钢板、轮机设备的回收再利用。因为当时中国的钢铁冶炼微乎其微，因而获利丰厚。1898年，祝大椿开设源昌机器碾米厂。1900年前后，祝大椿出任英商怡和洋行买办。
此后，祝大椿又陆续投资，在上海创办华兴机器面粉公司、源昌机器缫丝厂、怡和源机器皮毛打包公司、公益机器纺织公司、源昌轧花厂、恒昌源纱厂，在无锡创办冶坊场福昌缫丝厂、惠元面粉厂、黄埠墩惠山浜口源康缫丝厂，并在苏州、扬州、常州、溧阳、南通5座城市分别投资建造了振兴、振明、振生、振亨和振通5个电气公司，人称“电气大王”。他对工业的投资总额已近300万元。为奖励他创办实业，清政府聘其为农工商部顾问，赏给二品顶戴；北洋政府也颁发给他二等和三等嘉禾章。祝大椿也是上海商务总会议董和锡金商务分会总理，发起成立锡金公所，也参与了上海抵制美货运动。
1922年，祝大椿涉足房地产业，从英商沙逊洋行租得上海北苏州路北山西路口55亩土地，建造德安里石库门里弄住宅197幢、市房130幢，建筑面积4.38万平方米，供出租获取稳定的利润。
祝大椿经商成功后，发起组织了无锡商会，其间建议和投资荣氏兄弟创办民族实业。并在家乡无锡捐资建造了通运桥（今工运桥）、通汇桥和南门大椿桥3座桥梁，龙光塔、保安寺、青山寺等寺庙，以及2所免费的平民学校。
1926年8月7日，祝大椿因车祸在上海去世，终年70岁。